# Wisconsin-Inseln
Die Wisconsin-Inseln sind eine Gruppe aus etwa einem Dutzend kleiner und felsiger Inseln vor der Nordküste der Trinity-Halbinsel im Grahamland auf der Antarktischen Halbinsel. Im nordöstlichen Teil der Duroch-Inseln liegen sie 1,5 km nordöstlich von Largo Island.
Martin Halpern von der University of Wisconsin, der zwischen 1961 und 1962 eine geologische Mannschaft zur Kartierung dieser Inseln geleitet hatte, benannte sie nach seiner Alma Mater.